# Canaguaro
Canaguaro es una película colombiana de 1981 dirigida por el cineasta chileno Dunav Kuzmanich con la colaboración de Pepe Sánchez, que relata la situación vivida en los Llanos Orientales durante la época de La Violencia en Colombia, con una mirada crítica a la manipulación de la clase política y la situación social que alimentaría el conflicto armado en Colombia.
Este filme es uno de los pocos dentro de la historia del cine colombiano que se preocupó por mostrar los juegos de poder, convirtiéndose en un documento de la situación de violencia vivida en la época asumiendo una posición crítica frente a los hechos políticos y frente a la realidad del conflicto. Existen diferentes elementos dentro de la película, como las canciones que narran las hazañas de los líderes guerrilleros, o las parodias del discurso político, que ponen en evidencia la intención del director por asumir una posición social frente a los hechos planteados, tomando partido frente a los ejes problemáticos cine/violencia, cine/política y cine/realidad. A diferencia de otras películas destacadas dentro de la filmografía colombiana, Canaguaro asumía una postura, intentando retratar los episodios de violencia sucedidos durante la época a la que hace referencia, y asimismo asumiendo una posición política frente a estos.
Canaguaro ocupó la posición n.º 20 en el listado de las 50 películas Colombianas inolvidables que realizó la revista Semana en conjunto con importantes críticos e hizo parte del listado de "100 películas imperdibles del cine colombiano". Además, se considera como una película de culto en la cinematografía colombiana. Luis Alberto Álvarez, el crítico de cine más importante de la segunda parte del siglo XX en Colombia afirmó que "El cine Colombiano es uno antes y después de Canaguaro, dado que Kuzmanich rompió la historia cinematográfica de Colombia en dos y no solo por la temática abordada, sino por el modelo de producción empleado".  La película estuvo nominada al Golden Montgolfier como mejor película en el Three Continents Festival.  De igual forma, obtuvo una Mención Especial del Jurado en el tercer Festival Internacional del Nuevo Cine Latinoamericano.
Fue estrenada en el marco del 21° Festival Internacional de Cine de Cartagena. Posteriormente, fue exhibida en el teatro Jorge Eliécer Gaitán y duro tan sólo dos semanas después de su estreno. La película tuvo buena acogida del público, pero salió de cartelera debido a censuras extraoficiales. En la edición 57° de ese festival, se realizó una retrospectiva a Dunav Kuzmanich, siendo Canaguaro, la película inaugural.

## Reparto
Alberto Jiménez - Canaguaro
Hernando Casanova - Profesor
Arnulfo Briceño - El músico
Álvaro Ruíz
Luis Chiappe
Alcira Rodríguez
Pepe Sánchez
Gilberto Puentes
Iván Rodríguez
Felipe González
Marcelo Romo
Rey Vázquez
Juan Harvey Caicedo (narrador)

## Contexto histórico en Colombia
El final de la década de los años 1940 en Colombia fue crucial para la historia del país, la política colombiana estaba marcada por la rivalidad entre el liberales y el conservadores. Durante las primeras décadas del siglo XX, esta rivalidad se agravó tras la muerte de Jorge Eliécer Gaitán. Se radicalizó la posición de los liberales, quienes protagonizaron graves hechos de violencia en la capital (Bogotazo), que más tarde harían eco entre los campesinos de diferentes regiones del país que veían en la resistencia civil una manera de protestar por sus derechos. Por otra parte estaba el interés de derrocar al presidente Laureano Gómez, en quien veían un radical enemigo de sus intereses. Esto desataría una violenta guerra entre dos bandos: por un lado los campesinos leales a sus partidos y abrumados por la pobreza y el sometimiento a los terratenientes, y, por otro lado, los opositores y las fuerzas represivas del gobierno. 
Los Llanos Orientales sería una de las zonas donde más fuertemente se viviría el conflicto, y sería semillero de líderes guerrilleros como Guadalupe Salcedo, líder llanero alrededor del cual se forjaría un fuerte movimiento, que luchó en contra de las atrocidades de los llamados chulavitas y de otras formas de represión oficial. Sin embargo, sería asesinado tras pactar la paz con el gobierno colombiano.

## Producción
Canaguaro estuvo caracterizada por uno de los aspectos más criticados de la película, es la mezcla de sonido, ya que las texturas expuestas a lo largo del filme pueden llegar a ser confusas. Kuzmanich recuerda. "Ahora, en todas las películas con sonido directo algo se daría, un quince o veinte por ciento, que es necesario doblar. Pero, respecto a esto, había una escena muy bonita que era de Hernando Casanova, el profesor, en la cual hablaba con unas señoras en el pueblo y donde se pasaba revista a su pasado. Cada vez que la filmamos pasaron aviones; el sonido quedó mal. Tratamos de doblarla pero nunca quedó bien, nunca se logró la espontaneidad del momento. A pesar de que las mujeres que actuaron no eran actrices, eran las mujeres de Méndez, el lugar donde filmamos, tenían un cierto sabor, una cierta naturalidad, había una verdad en lo que ellas expresaban oralmente. No fuimos capaces de reproducir después esa misma verdad en el estudio de grabación y eso nos obligó a sacar la escena de la película."

## Recepción
La Revista Cine señaló que Canaguaro tiene "momentos de buen cine y permite pensar en las capacidades de Dunav Kuzmanich como director, capaz de poner en escena, un estilo personal y maduro."  Agregando de igual forma "cierta irregularidad en los logros" de la película añadiendo que "Kuzmanich consigue bellas imágenes como aquella de la loma de las Cruces, un plano general en el cual los guerrilleros conversan ocultos -casi hasta la cintura- por el humo, o imágenes tan molestas como la de la mujer en la hamaca (un picado amplio) recibiendo órdenes de su amante con una voz en primerísimo plano carente de cualquier perspectiva."  Además, resaltó la actuación de Hernando Casanova, describiéndola como "original, medida y convincente".  Así mismo, respecto a la cinematografía de la película añadió "interesante fotografía nocturna de Carlos Sánchez y la cámara de Fernando Vélez."